# 空の記憶
『空の記憶』（そらのきおく）は、2008年4月23日にティームエンタテインメントから発売された茶太の2枚目のミニアルバム。

## 概要
茶太のメジャーデビュー後の2ndアルバム。
「空模様」をテーマに据え、下村陽子や茶太と共に同人音楽からメジャーに移った作曲者などが参加。作詞は全て茶太が手掛けている。

## 収録曲
1. 太陽
作詞：茶太、作曲・編曲：bassy
2. たんとんとたん
作詞：茶太、作曲・編曲：bermei.inazawa
3. しゃぼんだま
作詞：茶太、作曲・編曲：下村陽子
4. かえりみち
作詞：茶太、作曲・編曲：たくまる
5. モノクロ
作詞：茶太、作曲・編曲：大嶋啓之
6. 空の記憶
作詞：茶太、作曲・編曲：ぺーじゅん